# 意味上の主語
意味上の主語（いみじょうのしゅご、Sense Subject）とは、英語など印欧語で、文中にある準動詞（分詞など）の動作主である名詞や代名詞を特に指示する必要がある場合に用いられる文法用語である。

## 不定詞の意味上の主語
不定詞の意味上の主語は五つの形態がある。
1. 文の主語と一致する場合
  - All of a sudden, the little boy began to cry. （そのちいさな男の子は突然泣きだした。）
2. 一般の人々の場合
  - It is good to go to bed early. （早寝はよいことである。）
3. forをつける場合
  - This book is too easy for him to read. (その本は彼に読ませるにはやさしすぎる。)
  - It is difficult for me to speak French. （わたしにとってはフランス語を話すのは難しい。）
4. 人の性格を表す形容詞のあとにofをつけて表す場合
  - It is kind of you to teach her mathematics. (彼女に数学を教えてあげるとは親切だ。)
5. 第五文型（目的語が意味上の主語となり目的格補語に不定詞がくる場合）
  - I intend you to be a teacher. （きみを教師にするつもりだ。）※教師になるのは「you（きみ）」である。
  - He compelled his younger brother to drink. （彼は弟に無理やり飲ませた。）※使役で、younger brotherがdrinkの意味上の主語。

## 動名詞の意味上の主語
1. 意味上の主語を置かない場合
  1. 文の主語と一致する場合
    - I ‘m afraid of missing the train. （わたしは、その電車に乗り遅れるのが心配である。）

  2. 一般的なことをいう場合
    - There is no accounting for the tastes. (たで食う虫も好き好き。<<諺>>)
2. 意味上の主語を置く場合は主として所有格を用いる（ただし、口語では目的格を用いる場合も多い）。
  - I don't approve of his going to Iraq. （彼がイラクへいくことには賛成できない。）
  - I insist on Mr.Kidder's appearing in the Conference. （わたしは、キダー氏がその会議に出席することを主張します。）
3. 所有格を用いない場合
  1. 動名詞の意味上の主語がany(one),someone,nobodyなどの不定代名詞である場合やthis,all,oneselfのような場合（名詞に'sをつけるのが困難ないし不可能な場合）
    - image of myself driving in the car（わたし自身がその車を運転しているという想像）

  2. s,zで終わる名詞
たとえば複数のsがついた場合は所有格を用いない。
    - I object to cousins marrying（わたしはいとこ同士の結婚には反対だ。）

  3. 抽象名詞や無生物の場合
    - With night coming on, 「夜になったので」※withがついているのでcomingは動名詞である。

ただし、例外もまれにある。

## 分詞の意味上の主語
1. 修飾する名詞が意味上の主語である場合
  - My son is the boy playing tennis there. (私の息子は、あそこでテニスをしている少年です。)
2. 目的語が意味上の主語となり目的格補語に分詞がくる場合
  - I saw the dog crossing the street. （その犬が通りを横切っているのを見た。）※知覚動詞
3. 独立分詞構文
  - night coming on「夜になったので」
  - weather permitting「天候が許せば」

## ネクサス
意味上の主語・述語関係に相当する概念として、オットー・イェスペルセンの提唱した「ネクサス（Nexus）」がある。これは上に挙げた例のほかに、次のように動詞・準動詞を含まない（代わりに動作や性質を表す抽象名詞、または補語としての名詞・形容詞を含む）ものも含むより広い概念である。
- I saw the Docter's arrival. （私は医者の到着するのを見た）
- He painted the door red.（彼はドアを赤く塗った）
- I found the cage empty. （私は鳥かごが空になっているのを発見した）